# Amphicoma businskyi
Amphicoma businskyi är en skalbaggsart som beskrevs av Nikodym 2005. Amphicoma businskyi ingår i släktet Amphicoma och familjen Glaphyridae. Inga underarter finns listade i Catalogue of Life.